# Hal Haig Prieste
Hal Haig Prieste, noto anche con il soprannome Harry, (Հայկ Փրիստ; Fresno, 23 novembre 1896 – Detroit, 19 aprile 2001), è stato un atleta statunitense di origini armene.
Al momento della morte è stato il medagliato olimpico più longevo. Che sia noto, è stato l'unico atleta olimpico a vivere in tre diversi secoli.

## Biografia
Ha rappresentato gli Stati Uniti d'America ai Giochi olimpici di Anversa 1920, vincendo una medaglia di bronzo nella piattaforma, e gareggiando nella piattaforma alta, dove è stato eliminato nel turno preliminare.
Durante i Giochi di Anversa, spronato dal compagno di nazionale Duke Kahanamoku, come scherzo di notte sottrasse la bandiera olimpica a cinque cerchi del villaggio olimpico e l'ha conservata per 77 anni, decidendo di restituirla, ormai centotreenne, al Comitato Olimpico Internazionale durante le olimpiadi di Sydney 2000. Quell'occasione fu coronata da una speciale cerimonia e Juan Antonio Samaranch volle premiare Prieste con una speciale medaglia commemorativa contenuta in una scatola: alla consegna della medaglia, Prieste con una battuta chiese «Di cosa si tratta? Kleenex?». Oggi la bandiera di Anversa 1920 è conservata al Museo olimpico di Losanna.

## Palmarès
- Giochi olimpici

Anversa 1920: bronzo nella piattaforma